# Pure Holocaust
Pure Holocaust ist das zweite Studioalbum der norwegischen Extreme-Metal-Band Immortal. Es wurde 1993 von Osmose Productions veröffentlicht.

## Entstehung
Das Album wurde 1993 im Grieghallen-Studio aufgenommen. Grim ist auf dem Schallplattencover zu sehen und wird auf dem Album als Schlagzeuger genannt, auf Immortals Homepage jedoch Abbath. Abbath gab an, dass Grim erst während des Mixes zu Immortal gestoßen sei und nur deshalb auf dem Cover als Schlagzeuger genannt sei, weil sich Immortal als vollständige Band habe präsentieren wollen.

## Musik und Texte
Die sehr schnelle Musik gepaart mit den gnostischen Texten des Albums wird als Immortals Versuch angesehen, die Grenzen zwischen der realen Welt und dem besseren Jenseits zu überwinden, die Darstellung in den Texten beschwöre „den Geist, der stets verneint“. Der Protagonist beschreibe sich als körperlosen Dämon in einem Zustand zwischen Handeln und Ruhen, Leben und Tod, Selbst und Fremd, was in der Tradition der Lyrik des 19. Jahrhunderts von Dichtern wie Arthur Rimbaud angesehen wird. Der Begriff „Pure Holocaust“ stelle Immortals Vorstellung von Black Metal dar, Beginn und Ende des dunklen Universums, in dem sich die Welt befinde.

## Titelliste
1. Unsilent Storms in the North Abyss – 3:14
2. A Sign for the Norse Hordes to Ride – 2:35
3. The Sun No Longer Rises – 4:19
4. Frozen by Icewinds – 4:40
5. Storming Through Red Clouds and Holocaustwinds – 4:39
6. Eternal Years on the Path to Cemetary Gates – 3:30
7. As the Eternity Opens – 5:30
8. Pure Holocaust – 5:16

## Rezeption
Die zeitgenössischen Kritiken fielen wenig positiv aus. Obwohl die Musiker stets betonten, keine Satanisten zu sein, weshalb sie ihre Musik selbst als „Holocaust Metal“ und nicht als Black Metal bezeichneten bezeichnete Kai Wendel vom deutschen Rock Hard die Immortal-Mitglieder als „Teufelsanbeter“, deren „vollkommene geistige Unterkühlung […] keine Besserung erfahren“ habe, und wer ihre Botschaften ernst nehme, solle „gelegentlich beim Seelenklempner vorbeischauen und seine wirren Hirnströme gleichrichten lassen“. Die Band sei schneller geworden, aber auf Dauer werde Pure Holocaust langweilig, „es fehlen die sich im Hinterkopf festsetzenden Riffs und ein paar überdurchschnittliche Einfälle, die dem Scheibchen ein paar Höhepunkte verleihen und es aus der dumpfen Masse ähnlich gearteter Lärmorgien hervorheben würden. Fazit: solide, aber gesichtslos.“ Sein Kollege Götz Kühnemund bezeichnete die Band in ihrer Phase vor dem Nachfolger Battles in the North als mäßige „Venom/Bathory-Kopie“, für ihn und Frank Albrecht war Pure Holocaust „ein einziger Lacher“. Wolf-Rüdiger Mühlmann jedoch bezeichnete es als „Gottalbum“. Rückblickend gilt das Album als „legendär“ in der Black-Metal-Szene. 2009 führte das Rock Hard das Album auf Platz 6 der laut des Magazins 25 wichtigsten Alben der Szene auf.
Pure Holocaust wurde immer wieder mit rechtsextremen Strömungen im Black Metal der 1990er Jahre in Verbindung gebracht, so berichtete Der Spiegel 1994 von einem Treffen in Sülzhayn, zu dem „gewaltverherrlichender Black-Metal“ gespielt wurde und das Titellied des Albums „Attraktion des Abends“ gewesen sei. Der Titel wurde als rassistisch oder als Bezug zur Judenvernichtung „als Mittel zum Ausdruck der Bösartigkeit“ interpretiert. Rainer Fromm attestiert dem Album, dass es „Tod und Zerstörung propagiert“. Laut Abbath ist der Titel aber von Mayhems Demoaufnahme Pure Fucking Armageddon inspiriert und hat keine politische Konnotation. Der Liedtext steht exemplarisch für eine apokalyptische Auseinandersetzung der Black-Metal-Szene Anfang der 1990er Jahre. Christian Dornbusch fasste das Lied im Buch Unheilige Allianzen folgendermaßen zusammen:

„[Die] von einem apokalyptischen Diktus geprägten Motive kulminieren in der Metapher vom ‚totalen Holocaust‘, wie ihn Immortal 1992 in ihrem Lied Pure Holocaust besang. […] In dem beschriebenen Schauspiel der Naturgewalten werden Krieg und Tod […] auf die totale Zerstörung, den Holocaust, hingeführt. Der Holocaust soll hier weniger die Shoah als vielmehr einen verallgemeinerten Vernichtungsgedanken symbolisieren.“